# 페마른벨트 해협

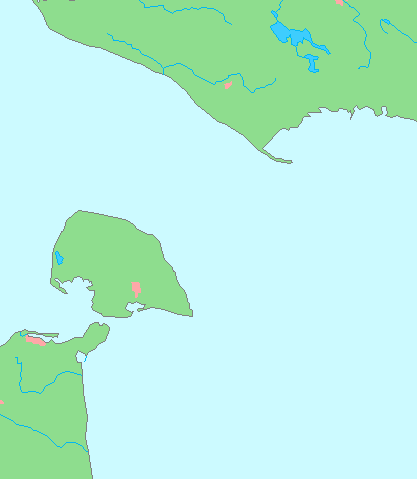
페마른벨트 해협

페마른벨트 해협(독일어: Fehmarn Belt, 덴마크어: Femern Bælt)은 발트해 서부에 위치한 해협이다. 해협의 폭은 18km, 수심은 약 20~30m에 달한다.
킬만, 메클렌부르크만과 접하며 독일 페마른섬과 덴마크 롤란섬 사이에 위치한다.

## 같이 보기
- 페마른벨트 터널